# Ioan Hircan al II-lea
Ioan Hircan al II-lea (în ebraică: הורקנוס השני- Hurkanós Hashení, în greacă:Υρκανός ο δεύτερος) (n. 110 î.Hr. – d. 30 î.Hr.) a fost un mare preot al celui de-Al Doilea Templu din Ierusalim (76-40 î.e.n), apoi, după moartea mamei sale, rege (66 î.e.n.) și apoi, iarăși, rege sau etnarh al Israelului sau al regatului iudeu al Hasmoneilor (63-40 î.e.n). A fost fiul regelui Alexandru Ianai și al reginei Salomeea Alexandra. Domnia sa a fost umbrită de conflictul cu fratele său Aristobul al II-lea, care a revendicat pentru sine prerogativele regale.  

## Biografia

### Urcarea  pe tronul Iudeei și abdicarea
Numele ebraic al lui Hircan al II-lea nu este de fapt cunoscut din surse contemporane. 
Hircan era fiul cel mare al lui Alexandru Ianai care era rege și mare preot, și al Salomeei Alexandra. 
După moartea tatălui său, Alexandru Ianai, în anul 76 î.e.n. regina Salomeea Alexandra, care i-a succedat, l-a asociat la conducerea regatului pe fiul ei, Hircan, numindu-l mare preot (kohen gadol), funcție care simboliza baza puterii religioase a regilor hasmonei.
Alexandru Ianai a avut în timpul vieții sale numeroase conflicte cu fariseii. În schimb, Hircan al Doilea a fost susținut de aceștia, mai ales în cursul domniei sale. 
După ce regina s-a îmbolnăvit, în ultimele ei zile, fiul mai mic, Aristobul și-a întărit tabăra, atrăgându-i de partea sa pe toți comandanții cetăților și s-a proclamat rege. Când Hircan i-a comunicat aceasta mamei sale, ea a poruncit închiderea soției și a copiilor lui Aristobul în cetățuia Antonia, dar nu a mai putut să ordone alte măsuri de represiune înainte de a-și da sfârșitul în anul 67 î.e.n.  
Ea i-a transmis coroana lui Hircan, dar curând Aristobul și-a îndreptat oastea spre Ierusalim. Hircan nu a cutezat să se folosească de deținerea familiei lui Aristobul ca ostatici. El l-a întâlnit pe fratele său și a consimțit să abdice în favoarea acestuia, păstrându-și statutul de mare preot. Întelegerea dintre cei doi frați a fost întărită de încuscrirea lor,  mâna fiicei lui Hircan, Alexandra Macabeea, a fost acordată lui Alexandru al Doilea, fiul lui Aristobul,

### Rolul lui Antipatros Edomitul și războiul civil
În acea vreme Hircan s-a aflat sub influența lui Antipatros, un fruntaș edomit, fiu al unei familii edomite care s-a convertit la iudaism în timpul lui Ioan Hircan Întâiul, tatăl sau Antipas fiind guvernator al Edomului în timpul domniei lui Alexandru Ianai. 
Antipatros a devenit sfetnicul cel mai apropiat al lui Hircan al II-lea și, la sfatul lui, Hircan s-a întors din înțelegerea cu Aristobul și a ridicat din nou pretenții la coroană. Împreună cu Antipatros, el s-a refugiat la Aretas al III-lea (Hartat), regele nabateilor, căruia  i-a făgăduit moșiile hasmoneene din țara Nabateană, în schimbul unui sprijin militar împotriva lui Aristobul.
În anul 64 î.e.n. Aretas și oastea lui, împreună cu Hircan si Antipatros, au pornit asupra Ierusalimului si l-au asediat. În zilele Paștelui evreiesc când locuitorii asediați au vrut să aducă ofrande la Templul din Ierusalim. Hircan și oamenii săi au acceptat ca în schimbul unei plăți să furnizeze preoților templului oile necesare, dar i-a înșelat, căci în coșurile pe care le-a urcat pe zidurile cetătii au introdus nu oi, ci porc De asemenea, dupa relatarea lui Iosif Flavius, oamenii lui Hircan i-au cerut învățatului Honi Hameaggel, căruia i se dusese vestea că rugăciunile lui, de pildă pentru ploi in vreme de secetă, sunt mereu îndeplinite, să-l blesteme pe Aristobul. Când acesta a refuzat, și a rostit o rugăciune generală pentru amândouă taberele, ei l-au omorât.

### Intervenția romană
Cel care a pus capăt asediului Ierusalimului de către Hircan și Aretas al III-lea a fost generalul roman Pompei aflat în campanie militară în Orient. Pompei l-a însărcinat Marcus Aemilius Scaurus,să primească la Damasc delegațiile părților beligerante. Aristobulus i-a oferit lui Scaurus o sumă mare de bani. Atunci Scaurus a venit la Ierusalim și a cerut nabateenilor să înceteze asediul. Aceștia au consimțit și atunci pe drumul spre casă, Aristobul i-a atacat și a ucis pe mulți dintre ei. 
Între timp însuși Pompei a sosit în regiune și a primit la Damasc trei delegații din regatul Iudeei cea a lui Aristobul, cea a lui Hircan si a treia, a „poporului” care reclama detronarea dinastiei Hasmoneilor și readucerea la putere a marilor preoți. Pompei s-a abținut să tranșeze chestiunea și a plecat cu oștenii săi la Ierusalim.
Desfășurarea în continuare a evenimentelor a fost relatată, între altele, de către Dio Cassius 
Pompeius a asediat cetatea.
Iosif Flaviu susține că Aristobul voia la început să se supună lui Pompei, dar cei din tabăra sa au refuzat să-i permită generalului roman să intre în cetate. Atunci Pompei l-a capturat pe Aristobul și, după un asediu de trei luni, a cucerit orașul. Se spune că a profitat de odihna de sâmbătă a apărătorilor Iosif Flaviu nu este de acord cu afirmația lui Dio Cassiuc că romanii au și distrus zidurile nestingheriți în timpul sâmbetei, pentru că, de la Matityahu Hasmoneul, evreii nu pregetau să lupte sâmbăta. De aceea, se poate că romanii s-au mulțumit numai cu efectuarea lucrarilor sâmbăta, fără să asalteze zidurile. și a construit atunci un fel de pod peste canalul cel adânc care despărțea nordul cetății de zidurile de nord ale Muntelui Templului și a cucerit orașul și Templul.În lupte au murit douăsprezece mii dintre apărătorii evrei.

După ce a cucerit Templul, oștenii sai au pângărit Sfânta Sfintelor, locul sacru unde era autorizat să intre numai marele preot. Pompei nu a permis jefuirea comorilor din Templu și, la o zi după cucerire, a ordonat purificarea locului pângărit și reluarea serviciului divin.
Intrarea lui Pompei in Ierusalim in 63 î.e.n. marchează începutul Dominației romane în Iudeea și știrbirea suveranității Regatului evreilor, care a devenit între 63 î/e/n - 6 e.n. un stat vasal Romei, cunoscând oscilații în nivelul de independență și a terminat apoi ca provincie romană.
Pompei nu a numit un procurator, ci l-a numit pe Hircan etnarh, (conducător al poporului)  titlu inferior celui de rege, un fel de rege marionetă, puterea efectivă în regat deținând-o Antipatros Edomitul, conducător de facto, urât de popor, care a subordonat interesele țării stapânilor săi romani. Iudeea a fost obligată să plătească taxe Romei, și a pierdut orașele elenistice, precum Beit Shan (Skythopolis)  și Jaffa (Joppe)  pe care le-au cucerit Hasmoneii în trecut, începând cu Yonatan Havaspi și terminând cu Alexandru Ianai.  
Până în 62 î.e.n. Scaurus a luptat împotriva nabateenilor, cu ajutorul soldaților furnizați de Antipatros, apoi a fost înlocuit în Siria de procuratorul Gabinius.

### Răscoala lui Alexandru al doilea
În 58 î.e.n. fiul lui Aristobul, a evadat din locul de captivitate la Roma și a ajuns în Iudeea. El a recrutat o oaste și s-a proclamat rege. Hircan a fugit din Ierusalim și a cerut ajutorul lui Gabinius. Acesta a reprimat revolta, l-a capturat pe Alexandru și i-a redat Ierusalimul lui Hircan. despre acest eveniment Iosif Flaviu a scris :Atunci l-a intors Gabinius pe Hircan la Ierusalim  și i-a transmis paza Templului, 
(ויעש חדשה בארץ) a împărțit Sanhedrinul în cinci foruri - unul la Ierusalim, al doilea la Gedera, al treilea la Emathus, al patrulea la Ierihon, si al cincilea la Sepphoris (Tzipori). Așa au pierdut evreii tronul regatului, și au ajunși conduși de un guvernământ aristocratic. 

### În zilele lui Iuliu Cezar
Urcarea la putere a lui Iuliu Cezar la Roma a trezi speranțe în Aristobul și oamenii săi. Hircan și tabăra se bazau pe sprijinul oamenilor lui Pompei, care s-au aflat în război civil împotriva lui Iuliu Cezar. Aristobul a obținut sprijinul a două legiuni, dar, înainte de a apuca să acționeze, a fost -otrăvit de oamenii lui Pompei și a murit.  Fiul său, Alexandru al doilea, a fost decapitat din ordinul lui Pompei. 
Înfrângerea lui Pompei în Bătălia de la Pharsalus i-a silit pe Hircan și pe sfetnicul sau atotputernic, Antipatros, să-și exprime sprijinul pentru Cezar. Ei și-au exercitat influența asupra evreilor din Egipt pentru a-i convinge să se alăture taberei lui Cezar. Cezar a recunoscut conducerea lui Hircan sub numele de etnarh al evreilor, iar pe Antipatros l-a numit epitrop al Iudeei. Jaffa a fost returnată Iudeei. De asemenea Cezar i-a permis lui Hircan sa întăreasca zidurile Ierusalimului, și a scutit Iudeea de obligația de a recruta soldați pentru armata romană.

### Disputa cu Irod
Antipatros l-a numit pe fiul său, Irod (Hordos) în funcția de guvernator al Galileei. Acesta a capturat pe rebelul Ezechia (Hizkiyahu) și l-a executat pe el și pe tovarășii săi fără judecată. Hircan a fost nevoit, contrar voinței sale, să poruncească judecarea lui Irod  în fața Sanhedrinului pentru acuzația de asasinat. La judecată Irod s-a prezentat îmbrăcat în haine vopsite în purpură, cu armă la brâu, și înconjurat de garda sa personală. Oamenii lui Hircan și membrii Sanhedrinului au fost apucați de teamă. Se părea că Irod va fi găsit nevinovat, numai că discursul lui Shamai cel Bătrân, sau poate, Shmaya, a întors lucrurile în defavoarea lui Irod. Văzând aceasta, Hircan a amânat procesul pe ziua următoare, și în acest răstimp, Irod a fugit la Damasc. În curând el a fost numit guvernator al Coele-Syriei și a devenit dușman de moarte al lui Hircan.   
 Pentru a-l pierde, Hircan l-a însurat cu nepoata sa, Mariamna Hasmoneea, fiica fiicei sale, Alexandra Hasmoneea.

### Urcarea la putere a lui Matityahu Antigon al Doilea
Acei ani erau furtunoși pentru Republica Romană.Asasinarea lui Iulia Cezar a produs multe tulburări, războaie și revolte. Dușmanii Romei au profitat de aceasta; parții au pornit într-o campanie spre apus și au ajuns și în Țara Israelului. În  40 î.e.n. a sosit acolo și Matityahu Antigon al Doilea, fiul cel tânăr al lui Aristobul, Dio Cassius a greșit când a menționat că parții l-au încoronat pe Aristobul în locul lui Hircan.
Matityahu Antigon era cel care venise în același timp cu parții și s-a proclamat rege. Irod a reușit, încă odată, să fugă, în timp ce Hircan și Fazael au căzut în mâinile parților. Fazael și-a curmat viața, iar Hircan a fost surghiunit în Babilon. Pentru ca să nu mai poată sluji ca mare preot, Antigon i-ar fi tăiat urechile, căci o persoană cu un astfel de handicap nu putea sa fie ales mare preot. Se pare ca într-adevăr ciuntirea urechilor a fost decisă sub influența lui Antigon, dar după cum afirma Tacitus , era o pedeapsă prin care parții obișnuiau să-și umilească adversarii, fără să-i omoare.

### Viața în umbra lui Irod, nimicirea familiei Hasmoneilor
În anul 37 î.e.n.  Irod a izbutit să pună stăpânire pe întreaga Țară a Israelului sau Iudeea, cum se numea ea în latină. Protejat fiind de Marcus Antonius, care devenise guvernatorul roman al "Orientului", el s-a proclamat rege al Iudeei. Hircan al Doilea se afla în acest timp în exil în Babilon, iar Irod știa că dacă Hircan va reuși să atragă de partea lui comunitatea înstărită și influentă a evreilor babiloneni, îi va putea amenința poziția în Iudeea. De aceea Irod l-a invitat pe Hircan, cu vorbe mieroase, să se întoarcă la Ierusalim, iar apoi l-a primit cu cinste, în același timp, măsurându-și cu grijă gesturile.
Nepotul lui Hircan și fratele Mariamnei Hasmoneeana, era Aristobul al Treilea. El stătea la Ierusalim și era ultimul moștenitor legitim al coroanei Casei Hasmoneilor. Hircan și nepotul său erau o primejdie incontestabilă pentru Irod, care, pentru a-și consolida puterea , trebuia cu orice preț să-i elimine. 
La început Irod i-a conferit tânărului Aristobul al III-lea, care avea 17 ani, funcția de mare preot, dar, de îndată, a organizat moartea acestuia prin înec în palatul acestuia din Ierihon. Pentru a acoperi asasinatul, a înscenat un accident în timpul unui joc. Soția lui Irod, Mariamna, influenta lui soacră, Alexandra și Hircan însuși au fost consternați. Irod nu a așteptat mult și l-a acuzat pe Hircan de calomnie, fiindcă acesta a susținut că ar fi vrut să-l otrăvească, și în anul 30 î.e.n.a poruncit să fie executat. Iosif Flaviu scrie ca Hircan avea peste optzeci de ani în anul morții sale. Dar nu este verosimil să se fi născut în anul 110 î.e.n. atunci când părinții săi s-au căsătorit abia la scurt timp după 103 î.e.n.
În cele din urmă, în anul 29 î.e.n.Irod le-a executat și pe Alexandra și pe Mariamna, ultima descendenta a spiței Hasmoneilor. Tragedia familiei s-a încheiat,însă, mulți ani mai târziu, când Irod și-a omorât copiii pe care i-a avut cu Mariamna: Alexandru și Aristobul.

## Figura lui Hircan al II-lea în media artistică și religioasă
- În 2013 biblistul Gregory Doudna a emis ipoteza că Hircan al II_lea ar fi fost Învățătorul Dreptății din Manuscrisele de la Marea Moartă

 După Doudna, orientarea religioasă a sectei de la Qumran ar fi fost saduceeană. 